# Éditions Karthala
Pour les articles homonymes, voir Karthala.
Les éditions Karthala sont une maison d'édition française spécialiste de l'histoire et de la géopolitique des pays en développement. Son siège se trouve à Paris au 22-24, boulevard Arago dans le 13e arrondissement.

## Historique
Les éditions Karthala ont été fondées en mai 1980 par Robert Ageneau, directeur de la revue Spiritus de 1969 à 1974, ancien membre de la société missionnaire des Pères du Saint-Esprit et cogestionnaire des Éditions L'Harmattan d'où il est parti après un conflit avec le directeur Denis Pryen,.

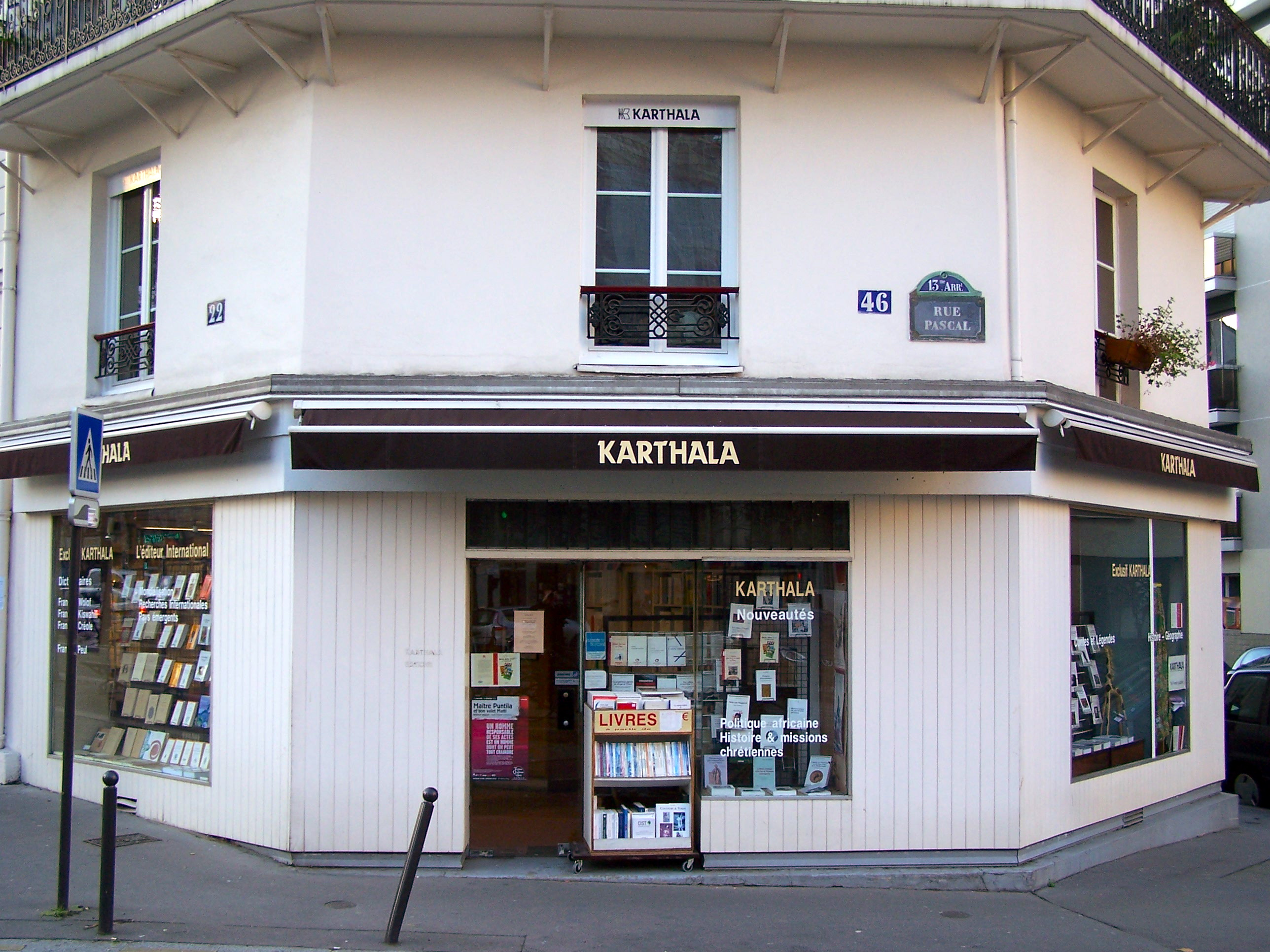
Siège des éditions Karthala à Paris.